# Vii Koto Talago
Vii Koto Talago is een bestuurslaag in het regentschap Lima Puluh Kota van de provincie West-Sumatra, Indonesië. Vii Koto Talago telt 9103 inwoners (volkstelling 2010).